# No Control (Eddie Money)
No Control è il quarto album in studio del cantante statunitense Eddie Money, pubblicato nel 1982.

## Tracce
1. Shakin' – 3:07 (Eddie Money, Ralph Carter, Elizabeth Myers)
2. Runnin' Away – 3:33 (Money, Mark Leonard, Alan Pasqua)
3. Think I'm in Love – 3:08 (Money, Randy Oda)
4. Hard Life – 3:50 (Money, Carter)
5. No Control – 3:56 (Money, Carter, Gunn)
6. Take a Little Bit – 3:23 (Money, Dave Lambert, Spencer Proffer)
7. Keep My Motor Runnin' – 3:11 (Money, Carter)
8. My Friends, My Friends – 3:15 (Money)
9. Drivin' Me Crazy – 3:04 (Money, Randy Nichols)
10. Passing By the Graveyard (Song for John B.) – 3:07 (Money, Michael Polteau)
11. It Could Happen to You – 3:27 (Frankie Bleu)

## Classifiche
| Classifica (1982) | Posizione massima |
| ----------------- | ----------------- |
| Stati Uniti       | 20                |